# Stanisław Brzozowy
Stanisław Brzozowy (ur. 1901 w Krobi, zm. 12 czerwca 1980) – polski śpiewak ludowy, najlepszy tradycyjny śpiewak kurpiowski, najciekawszy z utrwalonych fonograficznie w II połowie XX wieku śpiewających mężczyzn z Puszczy Zielonej.

## Życiorys
Urodził się i mieszkał w Krobi, skąd pochodził jego ojciec, Leon, który był wybitnym śpiewakiem. Matka Stanisława pochodziła z Gibałki. Brzozowy wyjechał z rodzinnej wsi tylko do wojska (służył w Stryju i Tarnopolu w latach 1922–1924) oraz jednorazowo na 6 tygodni do pracy sezonowej w Prusach Wschodnich. W czasie służby wojskowej próbował grać na kornecie. Pracował w ośmiohektarowym gospodarstwie rolnym. Polował na drobną zwierzynę za pomocą własnoręcznie wykonanej dubeltówki.
Cała jego rodzina była muzykalna. Brzozowy opanował szeroki repertuar pieśni leśnych i weselnych. Jego śpiew charakteryzują: zagięcia melodii, glissanda, pełny głos i daleka nośność, szeptany przedtakt, apokopy. Jeśli śpiewał na siedząco, to przykładał dłoń do zwiniętego ku głowie ucha. Walory dynamiczne i brzmienie głosu było dla Brzozowego ważniejsze niż przekaz słowny, co zbliżało go do śpiewu mężczyzn z Polesia. W ciągu 30 lat, które minęły między pierwszymi nagraniami, jakich dokonano na potrzeby Państwowego Instytutu Sztuki (dziś IS PAN), a ostatnimi nagraniami, nie zaszły żadne zasadnicze zmiany w śpiewie Brzozowego.
Z żoną Marianną z Golanów miał pięcioro dzieci, m.in. Marię (1936), Czesławę (ur. 1938) i Genowefę. Od 1979 pomieszkiwał u nich, przebywając albo w Rzekuniu, albo w Mrągowie. Zmarł na nowotwór.

## Spuścizna
Pracownicy Państwowego Instytutu Sztuki nagrali Stanisława Brzozowego w Krobi w latach 1952, 1956, 1978 i 1980. Zazwyczaj śpiewał sam, czasami w duecie. W 1979 nagrano Brzozowego w domu jego córki Marii Orzech, nauczycielki mieszkającej w Rzekuniu. W 1978 Brzozowy śpiewał z Rozalią Pabich. Nagrania przechowywane są w Zbiorach Fonograficznych Instytutu Sztuki PAN. Niektóre nagrania są dostępne online.
Głos Brzozowego zaprezentowano na płycie „Hen, gdzie piaski i moczary, gdzie zielone zawsze bory. Pieśni Puszczy Kurpiowskiej” wydanej przez Instytut Sztuki PAN oraz na płycie „Pologne: Chansons et danses populaires” wydawnictwa VDE.
Repertuar Stanisława Brzozowego przekazuje jego córka, śpiewaczka Genowefa Lenarcik.
Młodzi śpiewacy z miast uczyli się pieśni Stanisława Brzozowego z nagrań. Działanie to było częścią Międzynarodowej Szkoły Muzyki Tradycyjnej prowadzonej przez Fundację „Muzyka kresów”.
Repertuar Stanisława Brzozowego i jego wpływ na rodzinę oraz kontynuatorów bada Olga Kozieł, absolwentka muzykologii na Uniwersytecie Warszawskim, śpiewaczka. W 2021 obroniła pracę magisterską pt. Z badań nad stylem wykonawczym kurpiowskich pieśni ludowych. Stanisław Brzozowy (1901–1980) – jego osobowość, repertuar i kontynuacja w XXI wieku.